# Chemilly-sur-Yonne
Chemilly-sur-Yonne és un municipi francès, situat al departament del Yonne i a la regió de Borgonya - Franc Comtat. L'any 2007 tenia 796 habitants.

## Demografia

### Població
El 2007 la població de fet de Chemilly-sur-Yonne era de 796 persones. Hi havia 311 famílies, de les quals 63 eren unipersonals (39 homes vivint sols i 24 dones vivint soles), 106 parelles sense fills, 130 parelles amb fills i 12 famílies monoparentals amb fills.
La població ha evolucionat segons el següent gràfic:
Habitants censats

### Habitatges
El 2007 hi havia 341 habitatges, 315 eren l'habitatge principal de la família, 11 eren segones residències i 15 estaven desocupats. 325 eren cases i 15 eren apartaments. Dels 315 habitatges principals, 264 estaven ocupats pels seus propietaris, 47 estaven llogats i ocupats pels llogaters i 4 estaven cedits a títol gratuït; 7 tenien una cambra, 13 en tenien dues, 47 en tenien tres, 114 en tenien quatre i 134 en tenien cinc o més. 250 habitatges disposaven pel capbaix d'una plaça de pàrquing. A 130 habitatges hi havia un automòbil i a 165 n'hi havia dos o més.

### Piràmide de població
La piràmide de població per edats i sexe el 2009 era:
| Homes | Edats   | Dones |
| ----- | ------- | ----- |
| 0     | 95 o +  | 0     |
| 0     | 90 a 94 | 0     |
| 0     | 85 a 89 | 4     |
| 4     | 80 a 84 | 0     |
| 28    | 75 a 79 | 36    |
| 0     | 70 a 74 | 12    |
| 8     | 65 a 69 | 20    |
| 4     | 60 a 64 | 8     |
| 4     | 55 a 59 | 0     |
| 32    | 50 a 54 | 20    |
| 56    | 45 a 49 | 44    |
| 44    | 40 a 44 | 68    |
| 28    | 35 a 39 | 20    |
| 28    | 30 a 34 | 40    |
| 12    | 25 a 29 | 24    |
| 36    | 20 a 24 | 24    |
| 56    | 15 a 19 | 56    |
| 48    | 10 a 14 | 28    |
| 32    | 5 a 9   | 28    |
| 12    | 0 a 4   | 12    |

## Economia
El 2007 la població en edat de treballar era de 541 persones, 425 eren actives i 116 eren inactives. De les 425 persones actives 394 estaven ocupades (209 homes i 185 dones) i 32 estaven aturades (19 homes i 13 dones). De les 116 persones inactives 33 estaven jubilades, 43 estaven estudiant i 40 estaven classificades com a «altres inactius».

### Ingressos
El 2009 a Chemilly-sur-Yonne hi havia 361 unitats fiscals que integraven 926,5 persones, la mediana anual d'ingressos fiscals per persona era de 19.307 €.

### Activitats econòmiques
Dels 32 establiments que hi havia el 2007, 3 eren d'empreses alimentàries, 1 d'una empresa de fabricació d'altres productes industrials, 5 d'empreses de construcció, 7 d'empreses de comerç i reparació d'automòbils, 1 d'una empresa de transport, 3 d'empreses d'hostatgeria i restauració, 1 d'una empresa d'informació i comunicació, 1 d'una empresa financera, 3 d'empreses immobiliàries, 1 d'una empresa de serveis, 1 d'una entitat de l'administració pública i 5 d'empreses classificades com a «altres activitats de serveis».
Dels 9 establiments de servei als particulars que hi havia el 2009, 3 eren fusteries, 1 lampisteria, 1 perruqueria, 1 restaurant, 2 agències immobiliàries i 1 saló de bellesa.
Dels 2 establiments comercials que hi havia el 2009, 1 era una botiga de més de 120 m² i 1 una botiga de menys de 120 m².
L'any 2000 a Chemilly-sur-Yonne hi havia 5 explotacions agrícoles.

## Equipaments sanitaris i escolars
El 2009 hi havia 1 escola maternal i 1 escola elemental.

## Poblacions més properes
El següent diagrama mostra les poblacions més properes.